# Antisuero

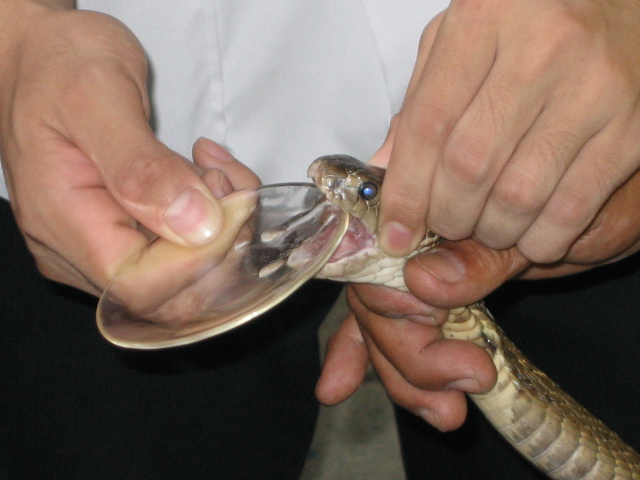
Ordeño de una serpiente para la producción de antiofídico.

Un antisuero (o suero antiofídico si se trata de mordeduras de serpientes) es un producto biológico utilizado como antídoto en el tratamiento de picaduras o mordeduras venenosas de todo tipo de animal, como, por ejemplo, serpientes, escorpiones y arañas. El antisuero puede clasificarse en monovalente, cuando es eficaz contra una determinada especie de veneno o polivalente, cuando es eficaz contra una amplia gama de especies, o varias especies diferentes.
La mayoría de los antisueros se administran de forma intravenosa, incluyendo todos los antisueros para las mordeduras de serpientes,[cita requerida] o las picaduras del pez piedra (Synanceia horrida). En cambio, la inyección intramuscular es más eficaz en otros casos, como con la araña espalda roja (Latrodectus hasselti).
El antisuero neutraliza el veneno, deteniendo un mayor daño, pero no invierte el daño ya hecho. Por lo tanto, debe administrarse tan pronto como sea posible después de que el veneno ha sido inyectado. Desde el advenimiento del antisuero, algunas mordeduras que eran antes inevitablemente fatales se han hecho solo rara vez mortales, siempre que el antisuero se haya administrado con suficiente rapidez.
El antisuero se crea mediante la inyección de una pequeña cantidad de veneno blanco en un animal, como un caballo, oveja, cabra, conejo, etc.; el animal sufrirá una respuesta inmune para el veneno, produciendo anticuerpos contra el veneno de la molécula activa. Pueden ser cosechadas a partir de la sangre del animal y se usa para tratar envenenamientos en otros. Internacionalmente, el antisuero debe cumplir las normas de la farmacopea y la Organización Mundial de la Salud (OMS).

## Uso con fines terapéuticos
El principio del antisuero se basa en las vacunas, desarrolladas por Louis Pasteur. Sin embargo en lugar de inducir inmunidad en el paciente directamente, la inducen en un animal anfitrión y el suero hiperinmunizado es transfundido al paciente.
El primer antisuero de serpientes fue desarrollado por Albert Calmette, un científico francés del Instituto Pasteur. Vital Brazil, un científico brasileño, desarrolló en 1901 el primer antisuero monovalente y polivalente para América Central y del Sur con los géneros crotalus, bothrops y elapidae, así como para determinadas especies venenosas de arañas, escorpiones y ranas. Todos ellos fueron desarrollados en una institución brasileña, el Instituto Butantan, con sede en São Paulo, Brasil.
Los antisueros para el empleo terapéutico a menudo son conservados como ampollas liofilizadas, pero otros están disponibles solo en forma líquida y deben mantenerse refrigerados. No son inmediatamente inactivados por el calor, por lo que una pequeña brecha en la cadena de frío no es crítica. La mayoría de antisueros, incluyendo todos los antisueros para serpientes, son administrados intravenosamente. Sin embargo, los antisueros para combatir el veneno de los synanceia y la araña espalda roja se deben administrar intramuscularmente. La ruta intramuscular ha sido cuestionada en algunas situaciones como no uniformemente eficaz.
Los antisueros se purifican mediante varios procesos, pero aún contienen otras seroproteínas que pueden actuar como antígeno. Algunas personas pueden reaccionar al antisuero con una inmediata reacción de hipersensibilidad (anafilaxia) o con una hipersensibilidad tardía (enfermedad del suero). Por tanto, debe utilizarse con precaución. A pesar de este peligro, el antisuero es típicamente el tratamiento exclusivo eficaz para una condición que amenaza la vida, y una vez que las precauciones para controlar estas reacciones se han establecido, una reacción anafiláctica no es razón para rechazar el antisuero si no se indica lo contrario. Aunque existe la creencia popular de que no se puede administrar antiofídicos a personas alérgicas a los caballos, los efectos secundarios son manejables.
En la actualidad, la oveja se usa preferentemente sobre los caballos. Esto se debe a que el potencial de reacciones inmunológicas adversas en el ser humano de los anticuerpos procedentes de ovejas es generalmente algo menor que el de los derivados del caballo. En el uso de caballos para aumentar los anticuerpos, como en Australia, donde la investigación ha sido extensa (por Sutherland, entre otros), la base de la investigación ha estado originalmente compuesta por un gran número de veterinarios oficiales. Estos veteranos veterinarios, en muchos casos habían vuelto de participar en las Guerras de los Bóeres y en la Primera Guerra Mundial y generalmente estaban experimentados con caballos (por ejemplo en la caballería). Los grandes veterinarios (veteranos) de animales, de modo similar fueron orientados, dado que la utilización de caballos era la principal fuente de fuerza motriz para el transporte, especialmente en el entorno rural. La experiencia global con caballos naturalmente los hizo el tema preferido para aumentar anticuerpos. Fue más tarde cuando se evaluó la inmunorreactividad de ciertas proteínas de suero de caballo, siendo suficientemente problemáticas que las alternativas para aumentar anticuerpos.

## Inmunidad natural adquirida
Aunque los individuos puedan variar en su respuesta y sensibilidad fisiopatológica frente a venenos del animal, no hay ninguna inmunidad natural a ellos en la gente. Algunos animales ofiófagos son inmunes a los venenos producidos por algunas especies de serpientes venenosas, por la presencia de factores antihemorrágicos y antineurotóxicos en su sangre. Estos animales incluyen la serpiente rey, Didelphimorphias y erizos.
Es muy posible inmunizar a una persona directamente con pequeñas dosis de veneno de un animal. De acuerdo con la historia griega, el rey Mithridates hizo esto con el fin de protegerse contra los intentos de intoxicación, por lo tanto, este procedimiento es a menudo llamado Mitridatismo. Sin embargo, a diferencia de una vacunación contra la enfermedad que sólo debe producir una inmunidad latente que puede ser despertada en caso de infección; neutralizar una dosis grande de veneno requiere un nivel alto de anticuerpo circulante (un estado hiperinmunizado), por inyecciones de veneno repetidas (típicamente cada 21 días). Los efectos sanitarios a largo plazo de este proceso no han sido estudiados. Para algunas grandes serpientes, la cantidad total de anticuerpos que es posible mantener en un ser humano no es bastante para neutralizar un envenenamiento. Además, los componentes citotóxicos del veneno pueden causar dolor y cicatrices menores en el sitio de vacunación. Finalmente, la resistencia es específica al veneno particular usado; el mantenimiento de la resistencia a una variedad de venenos requiere múltiples inyecciones de veneno mensuales. Por lo tanto, no existe un propósito práctico o favorable de la relación costo/beneficio para el desempeño de este, excepto para gente como empleados de zoológicos, investigadores y artistas de circo que están en estrecha colaboración con animales venenosos.
La mitridatisación ha sido ensayado con éxito en Australia y Brasil y hasta se ha logrado la inmunidad total incluso a múltiples mordeduras de cobras y víboras de hoyo muy venenosas. Comenzando en 1950, Bill Haast se inmunizó satisfactoriamente a los venenos de cobras Cope, la cobra india o cobra de anteojos (Naja naja) y la cobra real.
Debido a que los venenos neurotóxicos deben viajar por todo el cuerpo para hacer daño y son producidos en pequeñas cantidades, es más fácil desarrollar resistencia a ellos que directamente a los venenos citotóxicos (como la mayor parte de víboras) que se inyectan en grandes cantidades y hacer daño inmediato después la inyección.

## Disponibilidad de antisueros
Los antisueros se han desarrollado para la venenos asociados a los siguientes animales:

### Arañas
| Antisuero                                  | Especie(s)           | País      |
| ------------------------------------------ | -------------------- | --------- |
| Antisuero Atrax robustus                   | Atrax robustus       | Australia |
| Suero antiaracnidico                       | Phoneutria spp.      | Brasil    |
| Suero antiloxoscelico                      | Loxosceles spp.      | Brasil    |
| Suero antiloxoscelico                      | Loxosceles laeta     | Perú      |
| Reclusmyn                                  | Loxosceles spp.      | México    |
| Aracmyn                                    | Latrodectus spp.     | México    |
| Suero antiaracnídico Latrodectus hasselti  | Latrodectus hasselti | Australia |
| Suero antiaracnídico viuda negra americana | Latrodectus mactans  | EE. UU.   |
| Suero antiaracnídico SAIMR Spider          | Latrodectus spp.     | Sudáfrica |
| Suero antiaracnídico anti Latrodectus      | Latrodectus mactans  | Argentina |

### Ácaros
| Antisuero      | Especies            | País      |
| -------------- | ------------------- | --------- |
| antisuero Tick | Parálisis garrapata | Australia |

### Insectos
| Antisuero          | Especies                    | País   |
| ------------------ | --------------------------- | ------ |
| Suero antilonómico | Lonomia oblique caterpillar | Brasil |

### Escorpiones
| Antisuero                                               | Especies | País      |
| ------------------------------------------------------- | --- | --------- |
| Inoscorpi MENA (Medio Oriente y Norte de África)        | Androctonus australis, Androctonus mauritanicus, Androctonus crassicauda, Buthus occitanus occitanus, Buthus occitanus mardochei, Leiurus quinquestriatus quinquestriatus, Leiurus quinquestriatus hebraeus. | España    |
| Alacramyn                                               | Centruroides (C. limpidus, C. noxius, C. suffusus) | México    |
| Antisuero                                               | Centruroides (C. limpidus, C. noxius, C. suffusus) | México    |
| Antisuero tunecino polivalente                          | Todos los escorpiones iraníes | Túnez     |
| Anti-Scorpion Venom Serum I.P.(AScVS)                   | Alacrán rojo de la India | India     |
| Antiescorpión                                           | Androctonus spp., Buthus spp. | Argelia   |
| Antisuero de escorpión                                  | Escorpión negro, Buthus occitanus | Marruecos |
| Suero antiescorpión                                     | Tityus spp. | Brasil    |
| Antisuero de escorpión SAIMR                            | Parabuthus spp. | Sudáfrica |
| Suero de antiescorpión purificado polivalente (caballo) | Alacranes del género Leiurus y Androctonus | Egipto    |

### Animales marinos
| Antisuero             | Especies  | País      |
| --------------------- | --------- | --------- |
| CSL cuadro de medusas | Cubozoa   | Australia |
| antisuero CSL         | Synanceia | Australia |

### Serpientes
- INOSERP PAN-AFRICA (África Subsahariana): Echis ocellatus, Echis leucogaster, Echis pyramidum, Bitis arietans, Bitis rhinoceros, Bitis nasicornis, Bitis gabonica y Dendroaspis polylepis, Dendroaspis viridis, Dendroaspis angusticeps, Dendroaspis jamesoni, Naja nigricollis, Naja melanoleuca, Naja haje, Naja pallida, Naja nubiae, Naja katiensis y Naja senegalensis. INOSAN BIOPHARMA. ESPAÑA.
- INOSERP MENA (Medio Oriente y Norte de África): Bitis arietans, Cerastes cerastes, Cerastes gasperettii, Cerastes vipera, Daboia deserti, Daboia mauritanica, Daboia palaestinae y Echis carinatus sochureki.
- Antivipmyn: Antiviperino polivalente, México Polyvalent F(ab')2 Bothrops sp., Crotalus sp.
- Antivipmyn  TRI : Antiviperino polivalente, Sudamérica, Polyvalent F(ab')2 Bothrops sp., Crotalus sp. y Lachesis sp.

- Antivipmyn AFRICA: Polyvalent F(ab')2Naja nigricollis, Dendroaspis polylepis, Echis ocellatus, Bitis arietans, Echis leucogaster, Echis pyramidum, Echis coloratus, Bitis gabonica, Bitis gabonica rhinoceros, Dendroaspis viridis, Dendroaspis angusticeps, Dendroaspis jamesoni, Naja haje, Naja pallida, Naja melanoleuca
- Antiofídico polivalente serpiente: víbora gariba (Echis carinatus), víbora de Russell (Daboia russelli), cobra de anteojos (Cobra India), krait (Bungarus caeruleus), India.
- Antiveneno de víbora de muerte: Acanthophis, Australia.
- Taipan antiofídico: Taipán, Australia.
- Antiofídico serpiente negra: Pseudechis Australia.
- Antisuero serpiente Tigre: Copperhead australiano, serpiente tigre, Pseudechis spp., Tropidechis carinatus, Australia.
- Antisuero serpiente marrón: Serpiente marrón, Australia.
- Antiofídico serpiente polivalente: Muchas serpientes australianas, Australia.
- Antiofídico serpientes de mar: Hydrophiinae, Australia.
- Ficha Vipera: Vipera spp., EE. UU.
- Polyvalent crotalid antivenin (CroFab - Crotalidae Polyvalent Immune Fab (Ovine)): Crotalinae, EE. UU.
- Suero antibotropicocrotálico: Crotalinae, Brasil
- Antielapídico: Serpiente de coral, Brasil
- Antisuero polivalente SAIMR: Mambas, Cobras, Rinkhalses, Víboras de soplo (Unsuitable small adders: B. worthingtoni, Bitis atropos, Bitis caudalis, Bitis cornuta, Bitis heraldica, Bitis inornata, Bitis peringueyi, Bitis schneideri, Bitis xeropaga), África austral.[9]
- Antisuero SAIMR echis: Echis, África austral
- Antisuero SAIMR Boomslang: Boomslang, África austral
- Suero panamericano: suero polivalente anticoral: Serpiente de Coral, Costa Rica
- Anticoral: Serpiente de Coral, Costa Rica
- Antisuero Anti-mipartitus: Serpiente de Coral, Costa Rica
- Anticoral monovalente: Serpiente de Coral, Costa Rica
- Antimicrurus: Serpiente de Coral, Argentina
- Coralmyn: Serpiente de Coral, México
- Anti micruricos corales: Serpiente de Coral, Probiol Colombia
- Probiol (Colombia) Antibothópico (anti Bothrops sp., Bothriopsis sp., Bothriechis sp., Bothrocophias sp. y Porthidium sp.
- Probiol (Colombia) Anticratálico: (Crotalus durissus catenatus)
- Probiol (Colombia) Antilachésico: (Lachesis muta ssp.)
- Probiol (Colombia) Polivalente Antimicrúrico: Micrurus mipartitus, M. surinamensis, M. dumerilii, Micrurus sp.
- Ophidia (Colombia) Polivalente anti Bothrops sp., Crotalus sp. y Lachesis sp.
- Ophidia (Colombia) Polivalente anti Micrurus sp. (Antielapídico)